# Eugen von Württemberg (1788–1857)

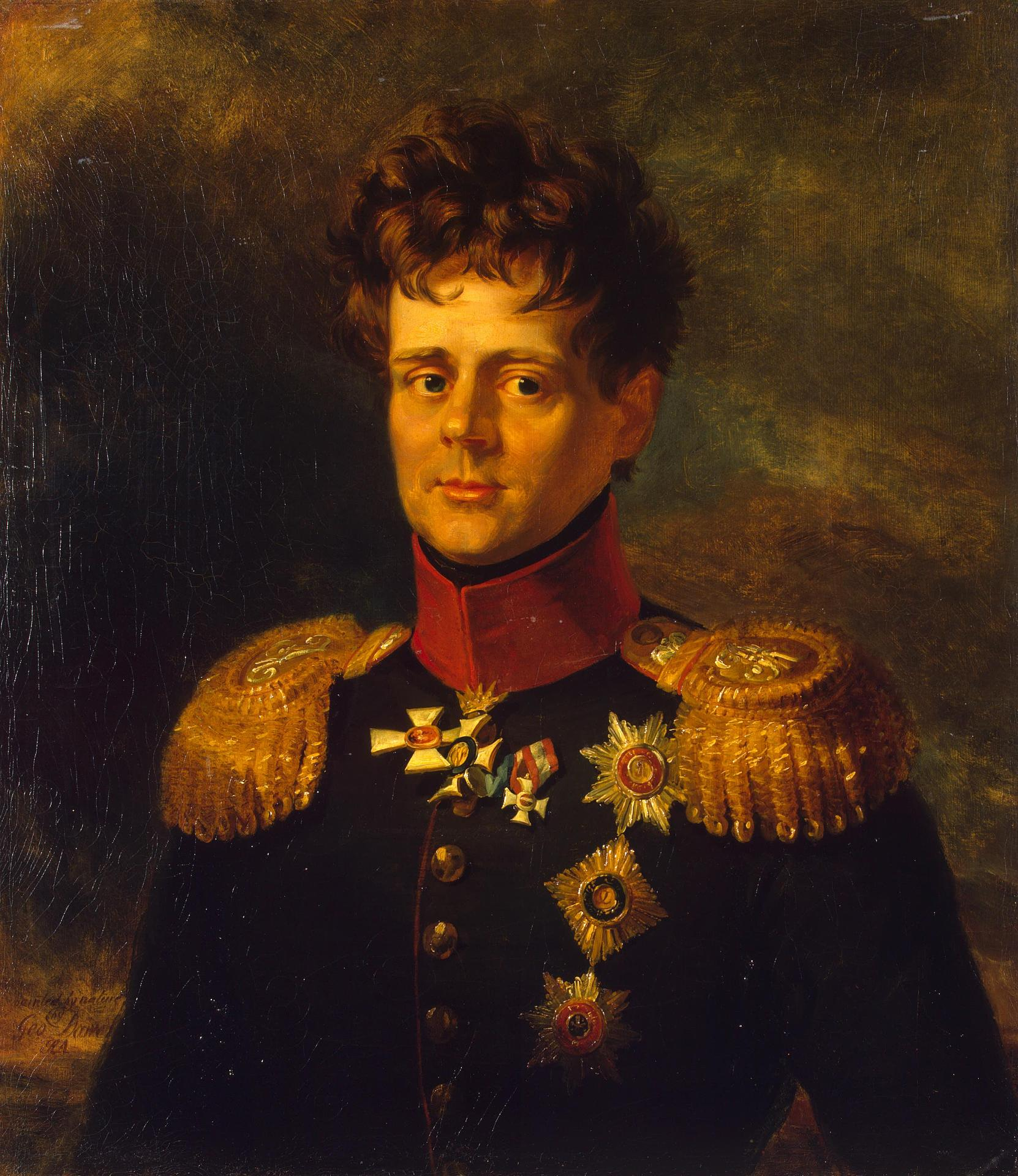
Herzog Eugen von Württemberg, Gemälde von George Dawe

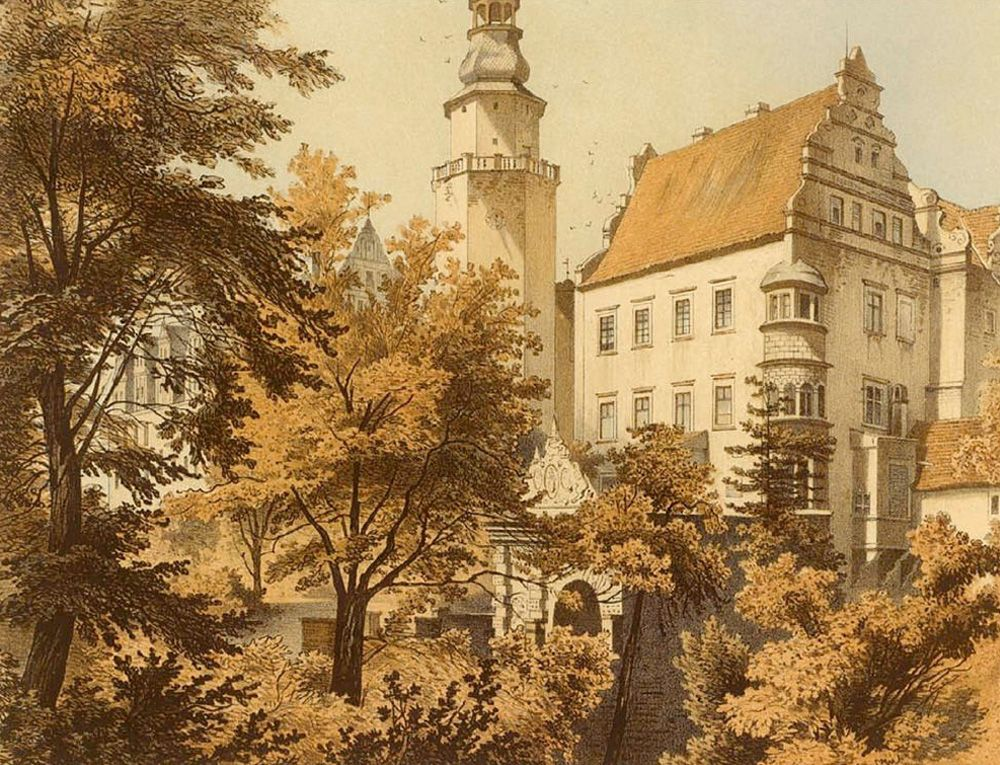
Sein Geburtsort: Schloss Oels in Niederschlesien

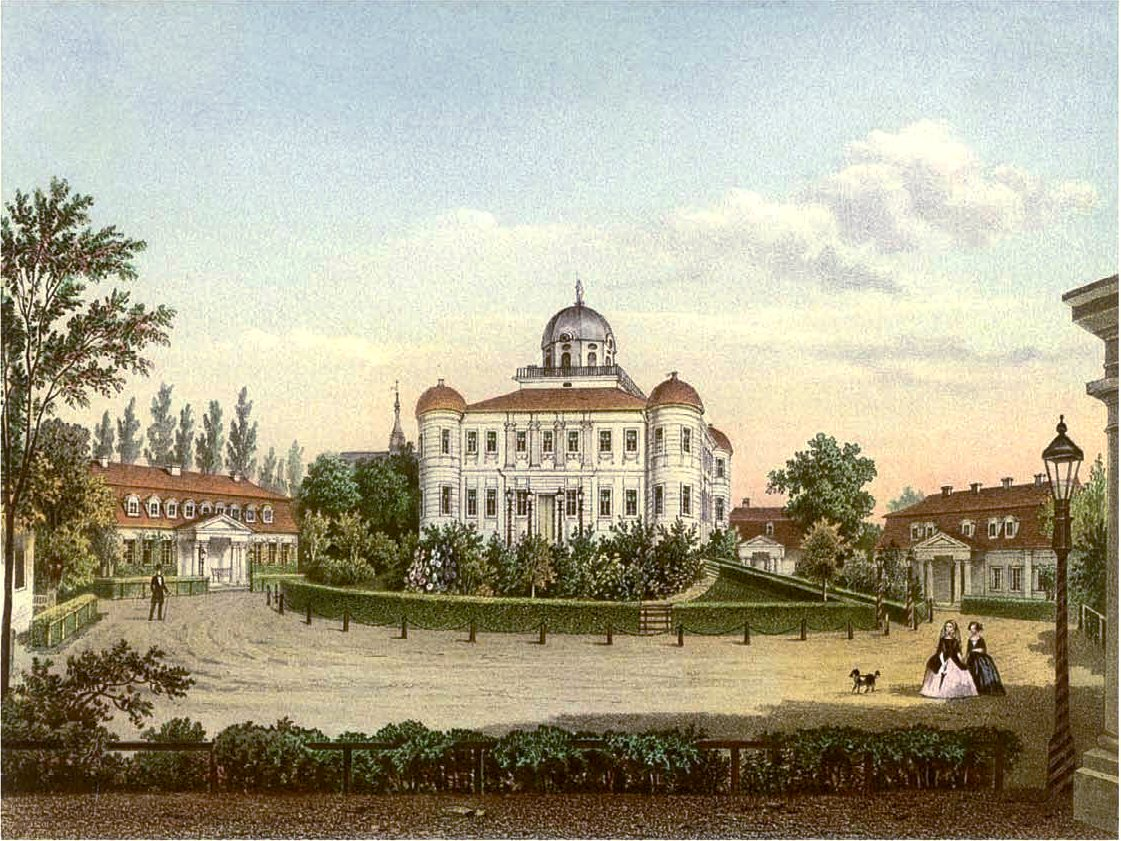
Sein Sterbeort: Schloss Carlsruhe in Oberschlesien

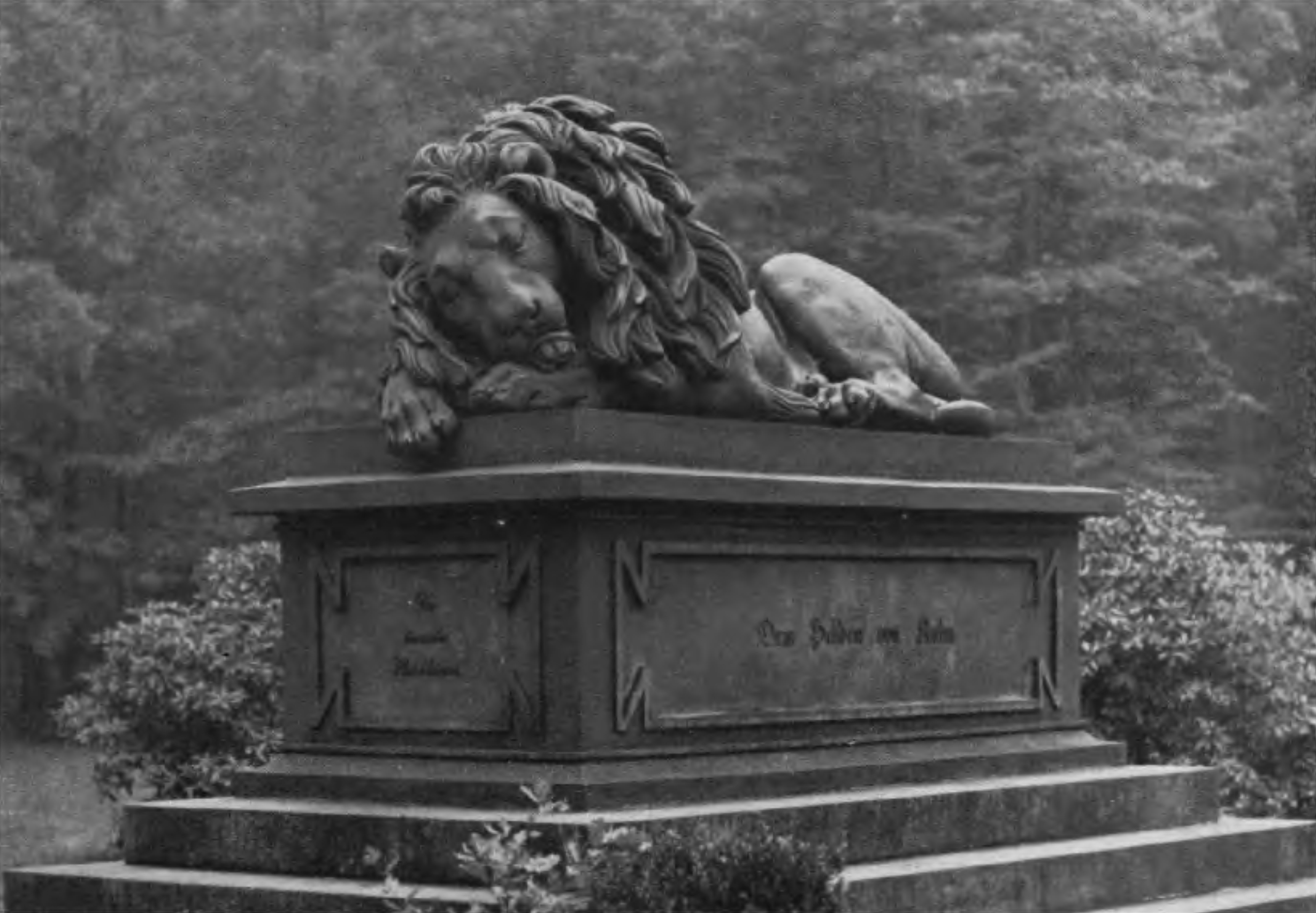
Denkmal für Eugen von Württemberg Schloss Carlsruhe in Oberschlesien

Eugen Friedrich Karl Paul Ludwig Herzog von Württemberg (* 8. Januar 1788 in Oels, Schlesien; † 16. September 1857 in Bad Carlsruhe, Schlesien) war ein Prinz sowie Titularherzog von Württemberg und kaiserlich-russischer General der Infanterie.

## Leben
Eugen wurde als erstes Kind des preußischen Generals Eugen Friedrich Heinrich von Württemberg (1758–1822) und dessen Frau Luise zu Stolberg-Gedern (1764–1834) geboren.
Die Schwester seines Vaters war die russische Kaiserin Maria Feodorowna (geb. Sophie Dorothee von Württemberg), die seit 1776 in Russland lebte. Schon als Kind folgte Eugen ihr an den Zarenhof. Nach Kadettenjahren in Sankt Petersburg begann für ihn eine steile Karriere in der Kaiserlich Russischen Armee. Die Ermordung seines Onkels Kaiser Paul I. unterbrach 1802 zunächst den Militärdienst. Seine weitere Erziehung erfolgte in Schlesien durch Ludwig von Wolzogen. Nach wenigen Jahren wurde er aber reaktiviert und war 1805 bereits Generalmajor. Er nahm am Vierten Koalitionskrieg von 1806 bis 1807 in Ostpreußen gegen Frankreich und 1810 im Russisch-Türkischen Krieg teil.
Mit dem Kriegsausbruch 1812 begann die geschichtliche Rolle Prinz Eugens als Heerführer in den Befreiungskriegen. Auf dem Schlachtfeld von Smolensk wurde er zum Generalleutnant befördert. Er war Divisionskommandeur in der russischen Westarmee unter Feldmarschall Michael Andreas Barclay de Tolly. Er zeichnete sich bei den Schlachten von Borodino, Tarutino, Krasnoje und bei Kalisch aus. In den Schlachten bei Walutino (19. August 1812) und Kulm (29. August 1813) hatte er mit seinen Truppen jeweils verzweifelte Abwehrkämpfe gegen die französischen Truppen durchzustehen. Nach der Schlacht bei Bautzen am 20. und 21. Mai 1813 deckte er erfolgreich bei der Schlacht bei Reichenbach und Markersdorf den Abzug der alliierten Truppen.

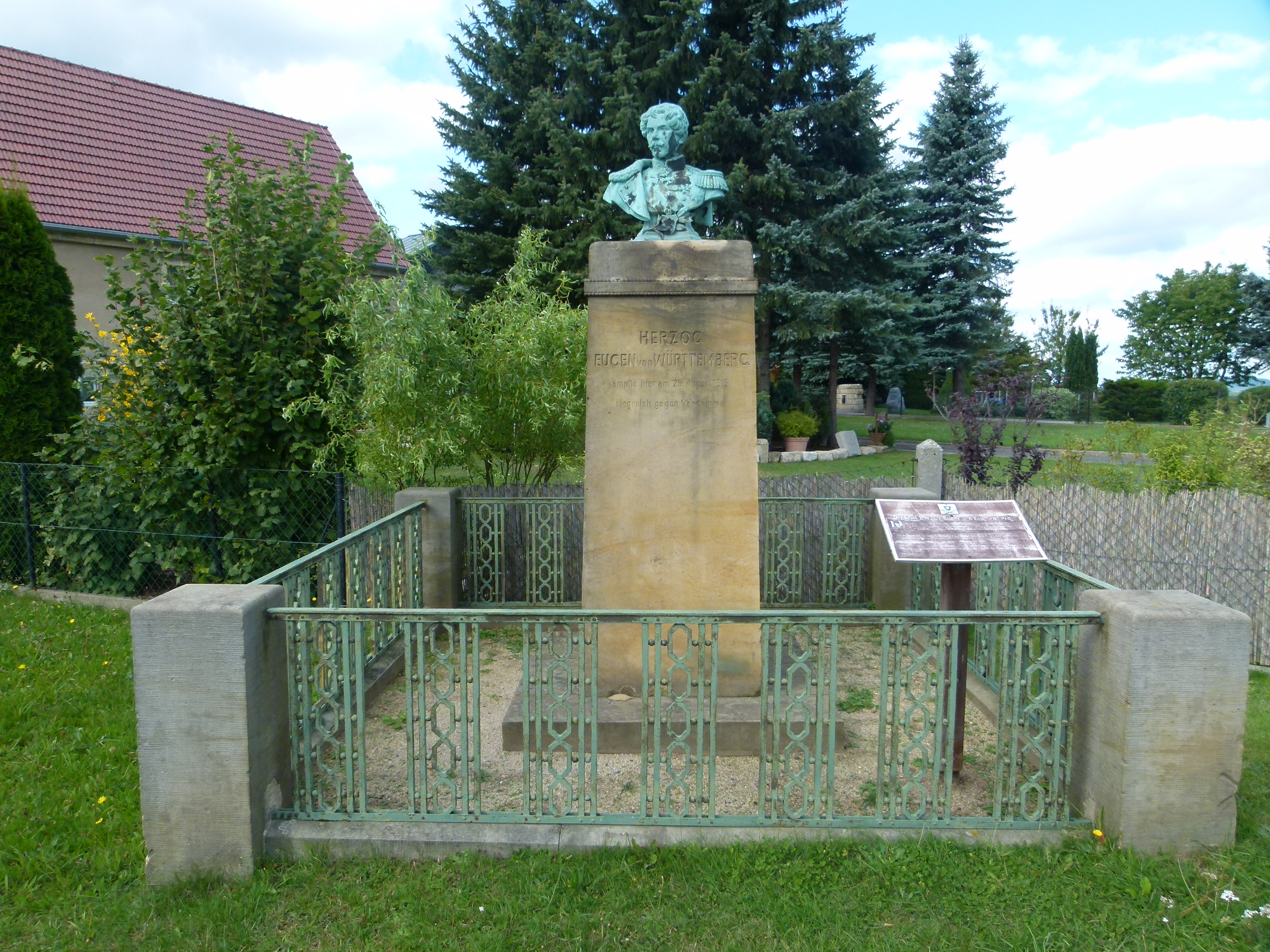
Herzog-Eugen-von-Württemberg-Denkmal in Krietzschwitz

In Pirna-Krietzschwitz erinnert ein Denkmal mit den Worten „Herzog Eugen von Württemberg kämpfte hier am 26. August 1813 siegreich gegen Vandamme“ an seine erfolgreiche Operation zwischen den Schlachten bei Dresden und Kulm.
In der Völkerschlacht bei Leipzig eröffnete er mit seinem Angriff auf Wachau die Hauptkämpfe des 16. Oktober 1813. Entscheidend war sein Aushalten bei Wachau unter furchtbaren Verlusten gemeinsam mit dem preußischen II. Armee-Korps unter Generalleutnant Friedrich von Kleist. An diesem Tag bestand die Gefahr, dass Napoleon I. die dünne Schlachtlinie der Verbündeten im Süden Leipzigs durchstieß und so der Völkerschlacht einen anderen Ausgang gegeben hätte.
Die Stadt Leipzig ehrte ihn mit der Benennung der Prinz-Eugen-Straße.
Auch im Feldzug von 1814 in Frankreich nahm er an verschiedenen Kämpfen teil. Im Russisch-Türkischen Krieg 1828/29 befehligte er das 7. Armeekorps. 1829 wurde Eugen vom aktiven Dienst entbunden und lebte danach meist auf der Herrschaft Carlsruhe in Schlesien, deren Besitzer er seit dem Tode seines Vaters im Jahre 1822 war.
Von 1820 bis zu seinem Tod war Herzog Eugen Mitglied der Ersten Kammer der Württembergischen Landstände. Er erschien jedoch nie persönlich zu den Sitzungen, sondern ließ sich vertreten.
Eugen von Württemberg war auch sehr musikinteressiert. Er war bekannt mit Carl Maria von Weber, der 1806–1807 Musikintendant seines Vaters war. Er selbst komponierte neben vielen Liedern einige Opern, von denen „Die Geisterbraut“ eine gewisse Berühmtheit erlangte. Wegen des hohen Aufwandes für die Ausstattung der Bühne wurde die Oper nur wenige Male in Breslau und in Stuttgart aufgeführt. Die Partitur wurde jedoch gedruckt, sodass sich die Musik erhalten hat.
Eugen von Württemberg verfasste Bücher über sein Leben und seine militärischen Erfolge (siehe Eigene Werke).

## Ehen und Nachkommen

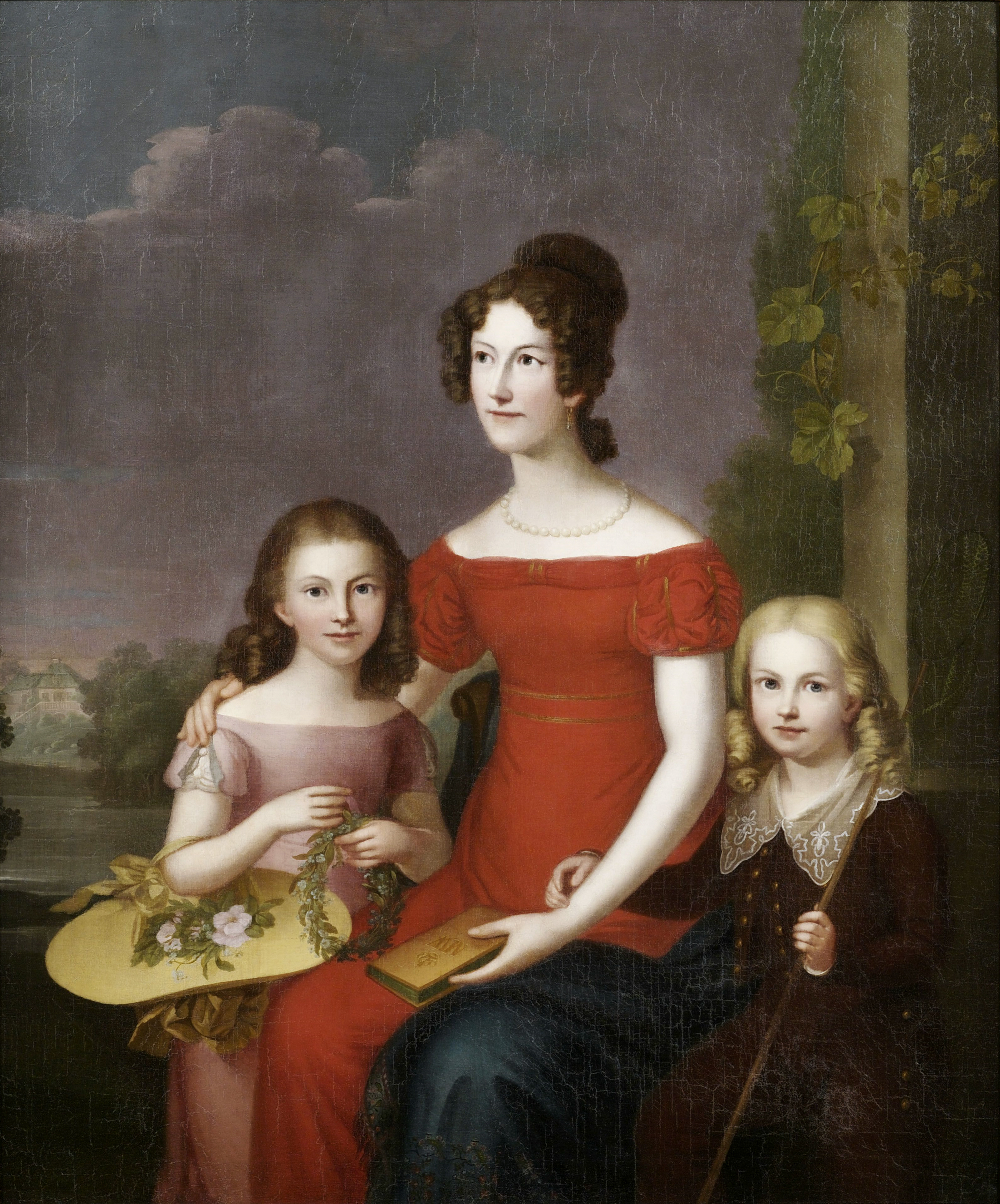
Carl Rothe: Mathilde von Württemberg mit ihren Kindern Marie und Eugen Wilhelm

1817 heiratete Eugen Prinzessin Mathilde zu Waldeck und Pyrmont (1801–1825), Tochter des Fürsten Georg I. von Waldeck und Pyrmont. Der Ehe entstammen drei Kinder:
- Marie von Württemberg (1818–1888), ⚭ (1845) Landgraf Karl II. von Hessen-Philippsthal (1803–1868)
- Eugen Erdmann von Württemberg (1820–1875) ⚭ (1843) Prinzessin Mathilde zu Schaumburg-Lippe (1818–1891)
- Wilhelm Alexander von Württemberg (*/† 1825)

Nachdem seine erste Frau bei ihrer dritten Niederkunft gestorben war, heiratete er 1827 Prinzessin Helene zu Hohenlohe-Langenburg (1807–1880), Tochter des Fürsten Karl Ludwig zu Hohenlohe-Langenburg. Sie hatten vier Kinder:
- Wilhelm von Württemberg (1828–1896)
- Alexandrine Mathilde von Württemberg (1829–1913)
- Nikolaus von Württemberg (1833–1903) ⚭ (1868) seine Nichte: Prinzessin Wilhelmine von Württemberg (1844–1892)
- Agnes von Württemberg (1835–1886) ⚭ (1858) Fürst Heinrich XIV. von Reuß jüngerer Linie (1832–1913)

## Schriften
- Memoiren des Herzogs Eugen von Württemberg. Gustav Harnecker & Co, Frankfurt (Oder) 1862, 3 Bände – Online Band 1, Band 2, Band
- Die Feldzüge von 1806 und 1807 in Polen und Preußen: Von einem Augenzeugen im kaiserlich-russischen Heere. Österreichische Militärische Zeitschrift, 1842, 7. u. 8. Heft, S. 3–28, 115–140.
- Erinnerungen aus dem Feldzuge des Jahres 1812 in Russland. Grass, Barth & Co., Breslau 1846.